# Indian River (Alaska)

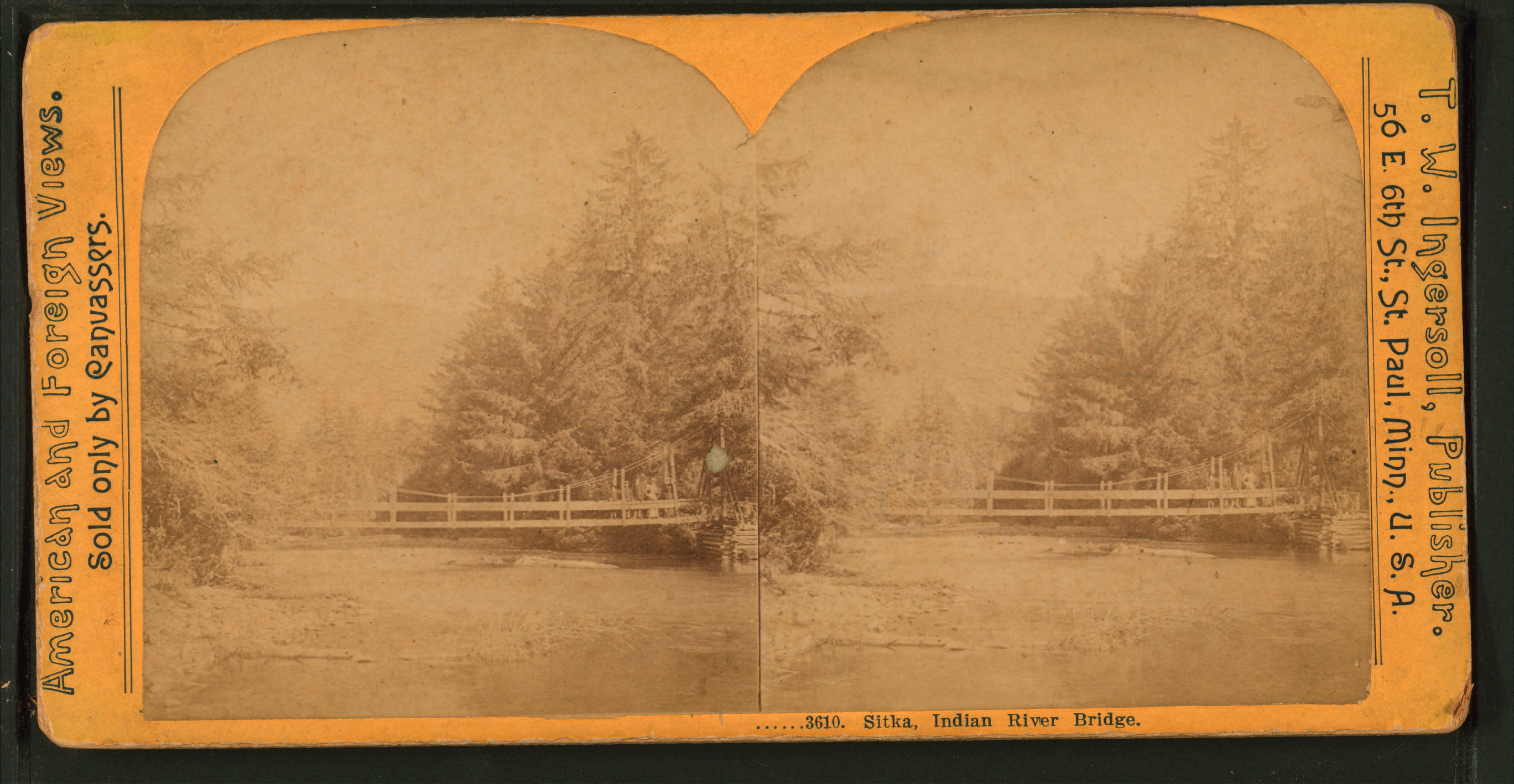
Photo stéréoscopique du torrent de Sitka (coll. Bibliothèque de la ville de New York).

L’Indian River (tlingit: Kaasda Héen) est un torrent de montagne saumoneux d'à-peu près 5 km qui arrose la ville de Sitka sur l'Île Baranof, dans l’Archipel Alexandre, en Alaska du Sud-Est.
L’Indian River est une traduction (1883) du russe Reka Koloshenka (en 1826). Le torrent prend sa source au cœur du Parc National de Sitka et traverse le Centre d'étude des Rapaces d'Alaska. Il s'écoule sur 5 km à travers l'Île Baranof avant de se séparer en deux branches. Un chemin, le long de la branche sud, donne accès à un belvédère surplombant la cascade de 21 mètres. Il possède un débit considérable étant donné les fortes pluies qui affectent l'Île Baranof.
Ce torrent a joué un rôle décisif lors de la bataille de Sitka, car le fort Tlingit, inexpugnable, contrôlait son embouchure.

## Voir également
- Liste des cours d'eau d'Alaska